# Войни-Поґожель
Войни-Поґожель (пол. Wojny-Pogorzel) — село в Польщі, у гміні Шепетово Високомазовецького повіту Підляського воєводства.
Населення — 188 осіб (2011).
У 1975-1998 роках село належало до Ломжинського воєводства.

## Демографія
Демографічна структура станом на 31 березня 2011 року:
|          | Загалом | Допрацездатний вік | Працездатний вік | Постпрацездатний вік |
| -------- | ------- | ------------------ | ---------------- | -------------------- |
| Чоловіки | 100     | 22                 | 63               | 15                   |
| Жінки    | 88      | 13                 | 47               | 28                   |
| Разом    | 188     | 35                 | 110              | 43                   |